# Plaza de las Estrellas

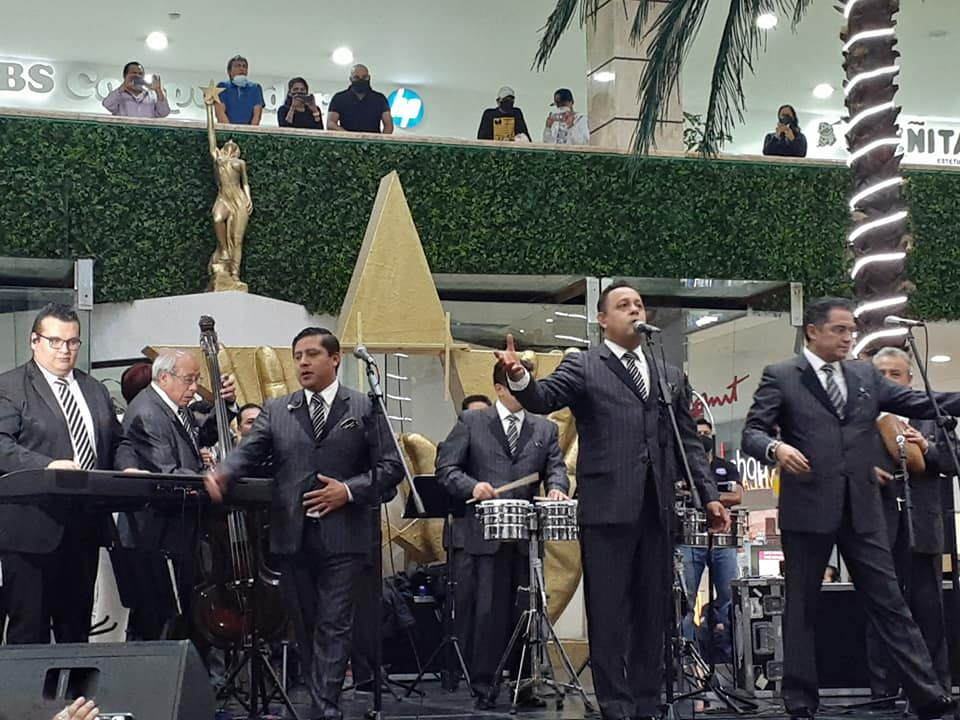

La Plaza de las Estrellas es un centro comercial ubicado en la colonia Verónica Anzures de la Ciudad de México. Fue construido en 1982. Es conocido como el lugar del Paseo de las Luminarias, el equivalente mexicano del Paseo de la fama de Hollywood. Gloria Funtanet, una de las promotoras de la Plaza, creó el Paseo en honor a los mexicanos y latinoamericanos en el mundo del espectáculo, especialmente el cine, la televisión, el teatro, y la grabación, de las cuales la Ciudad de México es el centro en América Latina. Desde la dedicación del Paseo, que coincidió con la apertura de la Plaza, más de 1000 artistas, en su mayoría de México, han sido incluidos. Los nuevos incluidos son condecorados con una estrella y sus huellas incrustadas en los azulejos cuadrados. El Paseo se encuentra en el nivel superior del centro comercial, y funciona también como el camino principal hacia y desde los almacenes situados en ese nivel. Estos incluidos incluyen a actores, directores, escritores, cantantes, músicos, escritores, autores, periodistas, humoristas gráficos, deportistas,  y modelos.

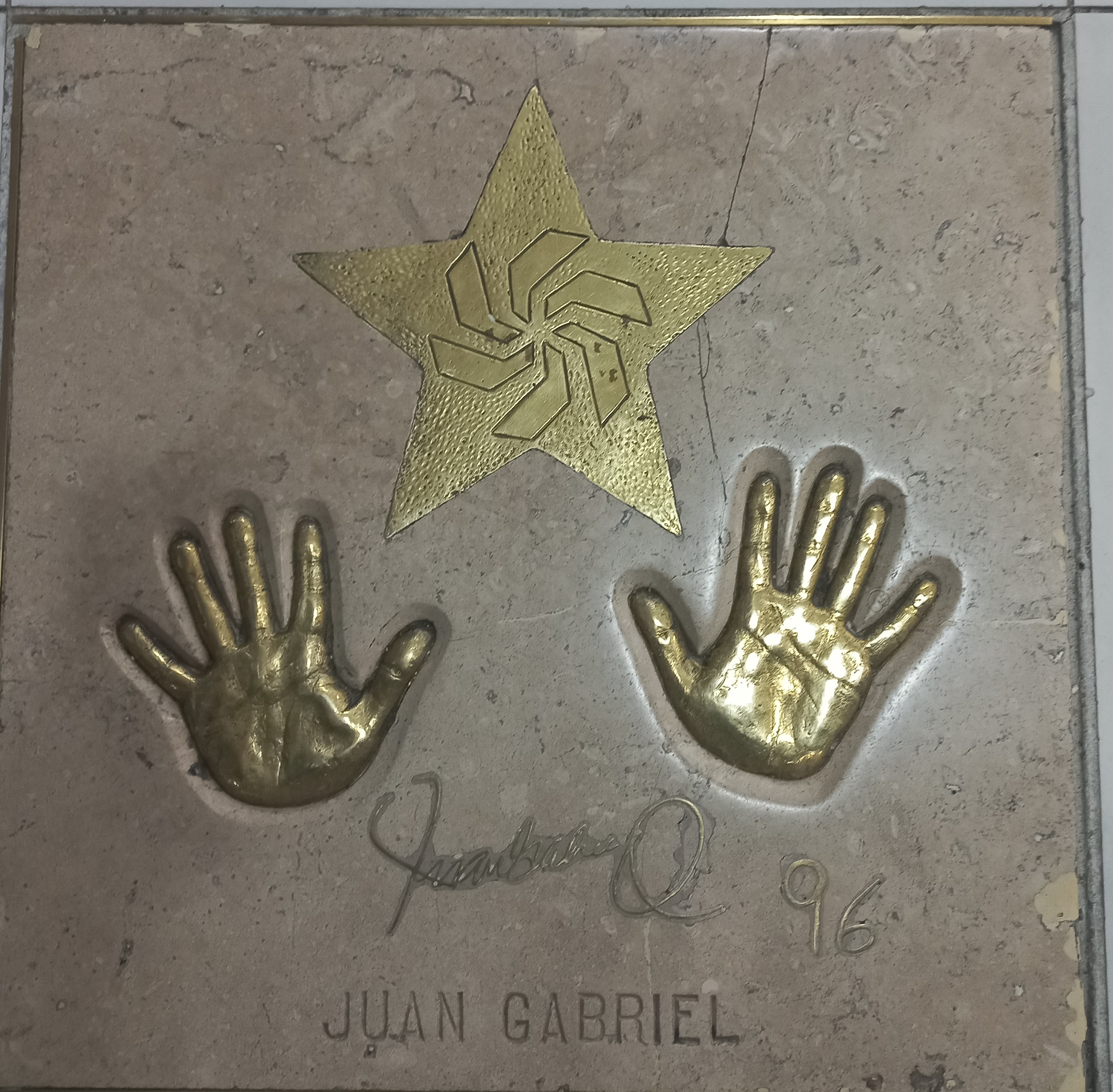
Juan Gabriel

El Paseo es la atracción principal de la Plaza. La Plaza tiene una sala de cine Cinemex, 200 tiendas, restaurantes, patio de comidas, bancos y un hotel (Hotel del Prado).